# Sông Mang
Sông Mang (còn gọi là sông Hòn Đũa - Cửa Đối) thực ra là một lạch biển nhỏ nằm giữa đảo Trà Bản và đảo Cảnh Cước, thuộc huyện Vân Đồn, Quảng Ninh. Vì là một lạch biển, sông Mang không có thượng nguồn và hạ du, không có chiều của dòng chảy. Con nước lớn ròng tùy thuộc vào thủy triều lên xuống. Khi thủy triều lên thì nước ập vào 2 bên cửa sông. Khi triều rút thì từ giữa dòng rút ra 2 bên.
Mùa Xuân năm Mậu Tý (tháng 2-1288), trên sông Mang đã diễn ra trận hải chiến lẫy lừng mà lịch sử quen gọi là chiến thắng Vân Đồn tiêu diệt toàn bộ đoàn thuyền vận lương của quân Nguyên xâm lược.
Toạ độ của sông là 20°55′B 107°31′Đ / 20,917°B 107,517°Đ.